# قائمة الإصلاحات الشرطية المتعلقة بحادثة قتل جورج فلويد في الولايات المتحدة الأمريكية
خلال المظاهرات التي خرجت في أنحاء الولايات المتحدة الأمريكية عقب حادثة قتل جورج فلويد، دعا المتظاهرون والسياسيون وكبار رجال الدين ومجموعات أخرى إلى استحداث إصلاحات في شرطة الولايات المتحدة الأمريكية. أدى هذا إلى عدة قوانين واقتراحات وتوجيهات عامة على كل مستويات الحكومة لمواجهة إساءات الشرطة، والتحيز العرقي الممنهج، ووحشية الشرطة في الولايات المتحدة الأمريكية. تتضمن بعض الإصلاحات الشائعة حظر استخدام الشرطة لطريقة خنق المشتبه بهم.

## الخلفية
في 25 مايو 2020، قُتل جورج فلويد، وهو رجل أمريكي من أصول أفريقية، على يد عنصر شرطة أبيض في مينيابوليس في ولاية مينيسوتا. سبب فيديو للحادثة يصور الشرطي وهو يتكئ على عنق فلويد لفترة مطولة غضبًا عارمًا أدى إلى احتجاجات محلية ووطنية وعالمية ومظاهرات ضد وحشية الشرطة والعرقية في عمل الشرطة. بدأت حالة عدم الاستقرار مع بدء مظاهرات محلية في منطقة مينيسوتا في مينيابوليس-سينت بول قبل أن تنتشر بسرعة في أرجاء الولايات المتحدة وفي العالم. الأحداث هي جزء من حراك أكبر تحت اسم «حياة السود مهمة» وهي حركة بدأت عقب تبرئة جورج زيمرمان من التهم الموجهة له في حادثة القتل بإطلاق النار للمراهق الأمريكي من أصول أفريقية تريفون مارتين في عام 2012. أصبحت الإصلاحات الشرطية جزءًا محوريًّا من مطالب الحركة، وقد عبر المتظاهرون بعد موت جورج فلويد عن عدة نتائج يرغبون بها، لبى بعضها المشرعون الفدراليون أو المشرعون في الولايات أو المشرعون المحليون.

## على المستوى الفدرالي

### قانون عدالة الأفعال الشرطية لعام 2020
في يونيو 2020، قدم الديمقراطيون في الكونغرس قانون عدالة الأفعال الشرطية لعام 2020، وهو قانون إصلاح شرطي ومحاسبة يشمل إجراءات تحارب إساءات الشرطة، واستخدام القوة المفرطة، والانحياز العرقي في عمل الشرطة. الدافع للقانون كان قتل كل من فلويد، بريونا تايلور، وأمريكيين آخرين من أصول أفريقية على يد الشرطة.

### قانون تطبيق عدالة جورج فلويد للثقة والنزاهة
قانون تطبيق عدالة جورج فلويد للثقة والنزاهة هو قانون حقوق مدنية اقترحته شيلا جاكسون لي (الحزب الديمقراطي - تكساس) في مجلس النواب الأمريكي، وهو تحت رعاية مشتركة من جيري نادلر (الحزب الديمقراطي - نيويورك)، وإلهان عمر (الحزب الديمقراطي - مينيسوتا)، وجيسون كرو (الحزب الديمقراطي - كولورادو). سيطبق القانون معايير واعتمادات وطنية لعمل الشرطة، ويفرض على الوكالات أن تشارك بيانات عمل الشرطة مع وزارة العدل، ويوفر منحًا لبرامج جديدة تساعد الأقسام على التجنيد والتوظيف أو على زيادة الإشراف. يفرض القانون أيضًا على وزارة العدل تشكيل وحدة مهمات مسؤولة عن حالات الإساءة التي تصدر عن أجهزة تطبيق العدالة.

### قانون إنهاء حصانة المؤهلين
قانون إنهاء حصانة المؤهلين هو قانون إصلاح شرطي اقترحه جاستن أماش (الحزب الليبرتاري – الدائرة الانتخابية الثالثة في ميشيغان) في مجلس النواب الأمريكي تحت رعاية مشتركة من قبل 39 عضو في المجلس. سينهي القانون العمل بالدستور القضائي المعروف باسم حصانة المؤهلين والذي يحمي طواقم أجهزة تطبيق العدالة من المحاسبة الشخصية على انتهاك حقوق المواطنين. عند تقديم القانون، صرح أماش بأن «القتل الوحشي لجورج فلويد من قبل شرطة مينيابوليس هو مجرد آخر حلقة من سلسلة طويلة من حوادث الإساءات الشائنة للشرطة. يستمر هذا في الحدوث لأن الشرطة معزولون قانونيًّا وسياسيًّا وثقافيًّا عن عواقب انتهاك حقوق المواطنين الذين أقسموا على خدمتهم. يجب أن يتغير هذا الوضع بحيث تتوقف حوادث الوحشية هذه عن الحدوث».

## على مستوى الولايات والمدن

### كاليفورنيا
دعا حاكم كاليفورنيا غافين نيوسوم لإجراءات جديدة لسيطرة الشرطة على الحشود في الولاية، ولحظر استخدام الشرطة لتقنية الخنق، والتي تؤدي إلى إفقار الدماغ للأكسجين.
قال عمدة لوس أنجيلوس إريك غارسيتي أنه سيخصم حتى 150 مليون دولار من ميزانية قسم شرطة لوس أنجلوس، الأمر الذي أتى بعكس خطته السابقة لزيادة الميزانية بمقدار 120 مليون دولار. أعلن غارسيتي أن الأموال سيعاد توجيهها مباشرةً إلى مبادرات مجتمعية.
في 1 يونيو 2020، أعلن قسم شرطة سان دييغو حظرًا فوريًّا على استخدام تقنية الخنق.
في 9 يونيو 2020، حظرت مدينة بيركلي بشكل دائم استخدام الشرطة للغاز المسيل للدموع.
في 11 يوليو 2020، أعلنت مدينة سان فرانسيسكو عن خطط لتوقف الشرطة عن الاستجابة للنشاطات غير الإجرامية كخلافات الجيران، والإبلاغات عن الأشخاص المشردين، والتدخل في انضباط المدارس. وفقًا لهذا الاقتراح، سيُستعاض عن الشرطة بمحترفين مدربين وغير مسلحين.

### كولورادو
حظر قسم شرطة دنفر أيضًا استخدام تقنية الخنق دون أي استثناء، ووضع أيضًا متطلبات جديدة لكتابة التقارير في كل مرة يصوب فيها الشرطي سلاحه باتجاه شخص.

### ميشيغان
في 28 مايو، قدم سيناتور الولاية جيف إروين قانون الولاية رقم 945 الذي يفرض إضافة «التحيز الضمني، وتقنيات التهدئة، وفحص الصحة العقلية» كجزء من عملية تقييم لجنة ميشيغان لمعايير تطبيق العدالة للشرطة الجدد. كتبت مسودة القانون قبل مقتل جورج فلويد استجابةً لمشكلة وحشية الشرطة الأكثر عمومًا. أمرّ مجلس الشيوخ الخاص بالولاية القانون بالإجماع في 4 يونيو.

### مينيسوتا
في 5 يونيو 2020، وافق مجلس مدينة مينيابوليس وإدارة حقوق الإنسان في مينيسوتا على أمر زجري مؤقت يتطلب من مينيابوليس تحديث إجراءاتها لحظر الخنق وباقي أشكال التقييد من الرقبة من قبل الشرطة.
تعهد تسعة أعضاء من مجلس مدينة مينيابوليس -وهي أغلبية لا يمكن نقض قرارها بالفيتو- من بينهم جيريماياه إليسون في السابع من يونيو 2020 بتفكيك قسم شرطة مينيابوليس، رغم اعتراض العمدة فري.

### نيويورك

#### حظر الخنق
انتُقد قسم شرطة مدينة نيويورك لاستخدامه الخنق في الماضي، بما فيه عواقب موت إريك غارنر في 2014، ولكن رغم فرض سياسة تمنع استخدام الخنق، وجد تحقيق عدة حالات لم يكن فيها أي عواقب أو كان فيها عواقب خفيفة على الشرطة المتورطين. اقترح عضو مجلس مدينة نيويورك روري لانكمان لأول مرة قانونًا يجرم الخنق في عام 2014، ولكنه لاقى انتقادات لاذعة من النقابات والاتحادات القوية لشرطة نيويورك وهدد عمدة نيويورك بيل دي بلازيو باستخدام حق الفيتو ضد القانون. تحرك مجلس مدينة نيويورك في 8 يونيو لإمرار هذا التشريع، على نطاق يتعدى الحظر الأصلي ليشمل إضافةً إلى الخنق أي عمل «يقيد جريان الهواء أو الدم عن طريق الضغط على القصبة الهوائية، أو الحجاب الحاجز، أو الشريان السباتي» عند إجراء اعتقال. أمرت الهيئة التشريعية لولاية نيويورك القانون أيضًا، ووقع الحاكم على القانون -قانون إريك غارنر المضاد للخنق- الذي جعل استخدام الشرطة للخنق جناية من الدرجة الثالثة في الولاية. قانون المدينة يعتبر الخنق جنحةً.

#### تعميم السجلات التأديبية للشرطة
في سبعينيات القرن العشرين، طبق مشرعو ولاية نيويورك الفقرة 50-إيه من قانون الحقوق المدنية لنيويورك، والذي يتطلب إذنًا من العنصر أو من قاضٍ لإطلاق أي «سجلات شخصية مستخدمة لتقييم الأداء» الخاص بذلك العنصر. كما في حظر الخنق، كانت هناك جهود حثيثة لإلغاء القانون عقب موت إريك غارنر. كان للضابط المسؤول، دانييل بانتاليو، الكثير من شكاوى الإساءة التي أبقيت سرية وفق الفقرة 50-إيه، حتى تسريبها أخيرًا. اقترح عضو الجمعية التشريعية في ولاية نيويورك دانييل ج. أودونيل قانونًا لإلغاء الفقرة ولكنه لم ينجح. كانت الفقرة 50-إيه موضوع انتقاد من جديد عقب موت فلويد، الذي كان للشرطي المسؤول عن موته كذلك العديد من الشكاوى الموجهة في تاريخ عمله. لم يكن في مينيسوتا -على عكس نيويورك- قانون يشابه الفقرة 50-إيه. لاقى إلغاء القانون اعتراضًا كبيرًا من نقابات الشرطة، ولكنه مر من مجلس الشيوخ الخاص بالولاية والجمعية التشريعية في 9 يونيو. وقع الحاكم أندرو كومو القانون في 12 يونيو في احتفالية تضمنت فاليري بل وغوين كار (والدتا شان بل وإريك غارنر على الترتيب)، وكذلك رئيس الاتحاد الوطني لتقدم الأشخاص ذوي البشرة الملونة هيزل ديوكس، وآل شاربتون، وقادة من مجلس الشيوخ والجمعية التشريعية في الولاية.

#### خطط لإيقاف تمويل قسم شرطة نيويورك
في 7 يونيو أعلن دي بلازيو: «نحن ملتزمون بتحويل الموارد لضمان التركيز على الشباب واليافعين» و«فعل ذلك ... بطريقة نحن متأكدون من أنها تستمر في ضمان أمن هذه المدينة». ميزانية قسم شرطة نيويورك السنوية 6 مليارات دولار، من أصل 90 مليار دولار هي الميزانية الإجمالية للمدينة. لم يحدد دي بلازيو كمية التمويل الذي سيحول، وعبر عن نيته للعمل مع مجلس المدينة للخروج بخطة قبل الموعد النهائي المحدد للميزانية في 1 يوليو.

#### تغييرات أخرى في عمل الشرطة
في 7 يونيو، أعلن دي بلازيو أن تطبيق قوانين وتشريعات الباعة في الشارع لن يكون بعد الآن من مسؤوليات شرطة نيويورك. في 8 يونيو، أمر المجلس التشريعي للولاية حظرًا على التصنيف تبعًا للعرق وطالب بتعقب البيانات العرقية والإثنية في الاعتقالات. يتوقع أن يصوت المشرعون في منتصف يونيو عن الاستخدام الإجباري لكاميرات الجسم من قبل الشرطة.
وقع الحاكم كومو أيضًا أمرًا تنفيذيًّا يفرض على كل أقسام الشرطة أن تحصل على خطط إصلاحية من الهيئات الحكومية المحلية بحلول 1 أبريل 2021 كشرط للاستمرار بالحصول على تمويل من الولاية.